# تونیکیان
تونیکیان (زبان ارمنی: Տոնիկյան), یکی از نام‌های خانوادگی رایج در میان ارمنیان می‌باشد.
- آشوت تونیکیان
- آرتاک تونیکیان